# Gouy (Seine-Maritime)
Gouy település Franciaországban, Seine-Maritime megyében. Lakosainak száma 893 fő (2022. január 1.). Gouy Les Authieux-sur-le-Port-Saint-Ouen, Belbeuf, Oissel, Saint-Aubin-Celloville, Saint-Étienne-du-Rouvray, Tourville-la-Rivière és Ymare községekkel határos.

## Népesség
A település népességének változása:
| Lakosok száma | 803  | 814  | 852  | 869  | 879  | 888  | 898  | 895  | 893  |
|               | 2013 | 2015 | 2016 | 2017 | 2018 | 2019 | 2020 | 2021 | 2022 |